# Blatten
Blatten is een gemeente en plaats in het Lötschental aan de oevers van Lonza, in het Zwitserse kanton Wallis, en maakt deel uit van het district Westlich Raron. Blatten telt 290 inwoners.
82,4 km² van de 90,63 km² van het grondgebied van de gemeente is onbewoond en behoort tot het natuurerfgoed Jungfrau-Aletsch erkend als UNESCO-werelderfgoed. Het betreft onder meer het gebied van de Langgletsjer, en aan de gemeentegrenzen, de toppen van de Tschingelhorn, Breithorn, Schinhorn en Breitlauihorn.

## Geschiedenis
Het dorp Blatten werd voor het eerst schriftelijk vermeld in 1433 als "uff der Blattun". Er is archeologisch bewijs van één vondst, een speld uit de bronstijd. Het dorp werd in 1954 ontsloten door een verharde weg en de inwoners richtten zich op banen in de industrie en de dienstensector en werkten in het buitenland. De Fafleralp boven het dorpsgebied is sinds 1910 een toeristische attractie.

### Neerstorten van de Birchgletsjer

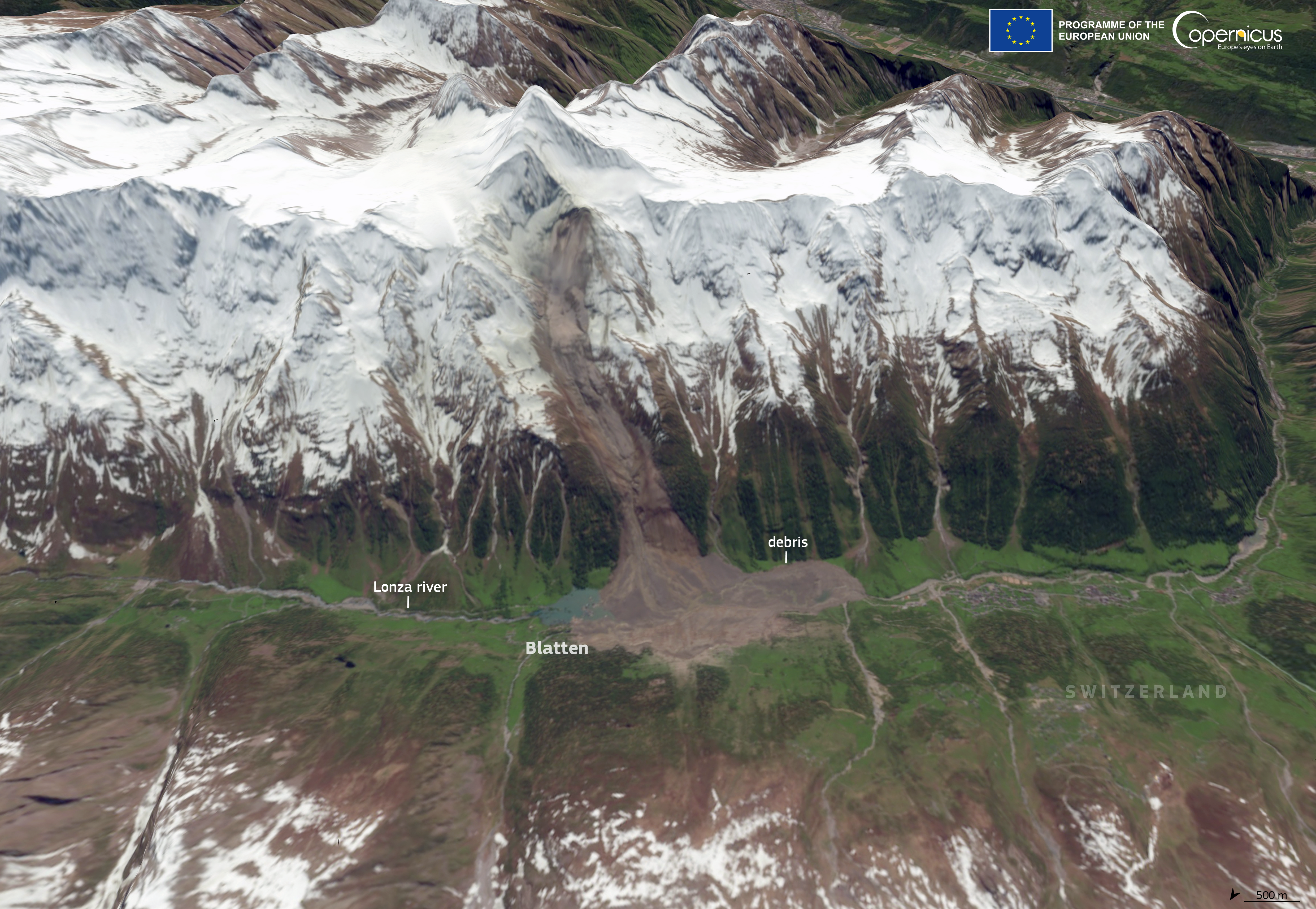
Satellietfoto van de aardverschuiving, genomen op 30 mei 2025

Op 28 mei 2025 werd ongeveer 90% van het dorp, samen met de omliggende dalbodem, bedolven door een ijs- en steenlawine van 3 miljoen kubieke meter. Nadien ontstond op de dalbodem stroomopwaarts een natuurlijk stuwmeer. Hierdoor werden de nog overgebleven huizen van het dorp overstroomd.
De lawine ontstond door het  omlaag storten van een groot deel van de Birchgletsjer ten zuiden van het dorp, de gletsjer was door het afbrokkelen van grote hoeveelheden puin van de hogergelegen top Kleines Nesthorn (3342 meter) instabiel geworden. De bewoners van het dorp waren al een week eerder geëvacueerd wegens het gevaar voor een rotslawine.